# Erwin Keferstein
Erwin Albert Hermann Keferstein (* 4. Juni 1915 in Stettin; † 17. Dezember 1943 bei Leningrad) war ein deutscher Schneider, der wegen seiner Homosexualität vom Naziregime verfolgt und inhaftiert wurde.
Keferstein wurde 1934 bei einer Razzia in Berlin verhaftet und in zwei Konzentrationslagern interniert, bevor er 1937 nach Paragraf 175 angeklagt wurde. Im Jahr 1942 drohte ihm eine erneute Anklage, er wurde jedoch von der Wehrmacht eingezogen und fiel 1943 in Russland. Keferstein zählt zu den ersten, namentlich bekannten homosexuellen Opfern des Nationalsozialismus.

## Leben

### Kindheit und Jugend
Erwin Albert Hermann Keferstein war der älteste von drei Söhnen eines Architekten. Seine Mutter Else führte, gemeinsam mit Emilie Neumann, ein Hutgeschäft. Die Familie hatte keine finanziellen Sorgen, bis sein Vater Albert im Zuge der Weltwirtschaftskrise finanzielle Verluste erlitt, was die Familie zum Umzug zwang. Keferstein war zunächst Schüler eines Gymnasiums und wechselte später an die Realschule. Seine Schulausbildung brach er im Alter von 15 Jahren ab, um eine Lehre als Damenschneider zu beginnen. Seine drei Lehrjahre verbrachte er in den Modesalons Falk und Lobel und schloss seine Ausbildung mit „gut“ ab.
Die Eltern erfuhren bereits als er 15 Jahre alt war, dass ihr Sohn schwul war. Als Mitglied der NSDAP verurteilte sein Vater zwar die Homosexualität seines Ältesten, war aber zumindest weiterhin an seinem Werdegang interessiert und schätze andere Aspekte seiner Persönlichkeit, wie beispielsweise sein Zeichentalent. Aus einem 1936 erstellten Bericht des Stettiner Jugendamtes geht hervor, dass Keferstein, ein kreativer und sensibler Junge war, der nicht dem – von den Nazis propagierten – Ideal des sportlich-kämpferischen Jugendlichen entsprach. Sein nächstjüngerer Bruder war bei der Luftwaffe und beide Brüder wurden früh Teil der Hitlerjugend, während Erwin Keferstein nie dort eintrat.

### Umzug nach Berlin und Verhaftung
Im Alter von 18 Jahren zog Keferstein im Oktober 1933 nach Berlin, um Modezeichner zu werden und besuchte die Modeschule in Berlin-Friedrichshain. Er genoss das Leben in der Großstadt, in der es damals eine Reihe von Cafés, Bars und Clubs für Schwule und Lesben gab, wie beispielsweise das Eldorado.
Keferstein wurde am 1. Dezember 1934 bei einer Razzia in Berlin festgenommen. Es war die erste große Razzia, bei der die Gestapo gezielt eine Szenekneipe aufsuchte, die von Homosexuellen frequentiert wurde. Bei der anschließenden Vernehmung im Staatspolizeiamt, zwang man ihn, seine Partner und sein Umfeld preis zu geben. Er benannte die 23-jährige Gräfin Inge Ellen zu Bentheim namentlich, die daraufhin eine Reihe von Männern der Homosexualität bezichtigte, darunter den Grafiker Richard Grune. Nach der Razzia wurden die Aussagen der Verhafteten und der Gräfin ausgewertet, so dass es insgesamt zu etwa 70 Verhaftungen kam.
Welche Maßnahmen beim Verhör eingesetzt wurden, ist nicht vermerkt. Durch Berichte des zeitgleich wegen Homosexualität angeklagten Schauspielers Kurt von Ruffin ist jedoch bekannt, dass Folter, einschließlich Schlafentzug und körperlicher Gewalt bei den Verhören, an der Tagesordnung waren.

### Verurteilung nach Paragraf 175
Als Keferstein am 3. Februar 1937 auf Grundlage des Paragrafen 175 zu zwei Jahren Haft verurteilt wurde, hatte er bereits 26 Monate Haft hinter sich. In dieser Zeit war er zunächst im KZ Columbia in Berlin-Tempelhof und sowie im KZ Lichtenburg bei Prettin inhaftiert. Die über zwei Jahre „Schutzhaft“ werden Keferstein angerechnet, so dass er freigelassen wird.

### Kriegsbeteiligung und Tod
Im Jahr 1942 kam es erneut zu einem Ermittlungsverfahren nach § 175, als ihm eine Beziehung zu einem Mann nachgewiesen wurde. Bevor es zur Anklage kommen konnte, wurde Keferstein jedoch von der Wehrmacht eingezogen. Er nahm an der Leningrader Blockade teil, wo er am 17. Dezember 1943 in der Nähe von Leningrad ums Leben kam.

## Historische Bedeutung
Im Jahr 1995 wies der britische Menschenrechtsaktivist Peter Tatchell darauf hin, dass Historiker wie der Amerikaner William L. Shirer, Autor von Aufstieg und Fall des Dritten Reiches (1960), in ihren Publikationen die Verfolgung der Homosexuellen mit keinem Wort erwähnt hätten. Auch der deutsche Historiker Alexander Zinn bemängelte, dass die Situation Homosexueller in der NS-Zeit von der Geschichtswissenschaft über Jahrzehnte ignoriert worden sei. Er vertritt die Ansicht, ein Geschichtsbild, welches diesen Aspekt der NS-Geschichte so lange ausblendete, habe eine selektiven Wahrnehmung begünstigt und ein „in Teilen recht schiefes Geschichtsbild“ erzeugt, welches die Erinnerungskultur bis heute präge.
Der Bundestag beschloss 2003 ein Denkmal für die im Nationalsozialismus verfolgten Homosexuellen zu schaffen, das im Jahr 2008 eingeweiht wurde. Der Verband Queere Vielfalt (damals noch: Lesben- und Schwulenverband in Deutschland) hatte den Anstoß dafür gegeben sie nicht länger aus der offiziellen Gedenkkultur auszuschließen.